# Norsholmsdammen
Norsholmsdammen är en sjö i Uppsala kommun i Uppland och ingår i Norrströms huvudavrinningsområde. Sjön har en area på 0,061 kvadratkilometer och ligger 22,4 meter över havet.

## Delavrinningsområde
Norsholmsdammen ingår i det delavrinningsområde (663906-162910) som SMHI kallar för Utloppet av Södersjön. Medelhöjden är 30 meter över havet och ytan är 39,82 kvadratkilometer. Det finns inga avrinningsområden uppströms utan avrinningsområdet är högsta punkten. Sävjaån (Funboån) som avvattnar avrinningsområdet har biflödesordning 3, vilket innebär att vattnet flödar genom totalt 3 vattendrag innan det når havet efter 124 kilometer. Avrinningsområdet består mestadels av skog (80 procent) och jordbruk (13 procent). Avrinningsområdet har 0,61 kvadratkilometer vattenytor vilket ger det en sjöprocent på 1,5 procent.